# Dasychira junctifascia
Dasychira junctifascia är en fjärilsart som beskrevs av Collenette 1936. Dasychira junctifascia ingår i släktet Dasychira och familjen tofsspinnare. Inga underarter finns listade i Catalogue of Life.